# Rifugio Dorigoni
Das Rifugio Dorigoni, vollständiger Name Rifugio Saènt „Silvio Dorigoni“, (auch Rifugio Silvio Dorigoni oder deutsch Dorigoni-Hütte) ist eine alpine Schutzhütte der Società degli Alpinisti Tridentini (SAT) in den Ortler-Alpen auf einer Höhe von 2436 m s.l.m..

## Lage und Umgebung
Die Hütte liegt im Val di Saènt im hinteren Val di Rabbi, einem Seitental des Val di Sole innerhalb des Nationalparkes Stilfserjoch. Sie ist von mehreren gletscherbedeckten Gipfeln umgeben. Das Schutzhaus dient als Stützpunkt für Touren in den Careser-Kamm, Zufrittkamm und Ilmenkamm.

## Geschichte
Mit dem Bau der Schutzhütte wurde 1901 begonnen, nachdem dem SAT der Baugrund zur Verfügung gestellt worden war. Im August 1903 wurde das Rifugio während des in Rabbi tagenden Kongresses des SAT offiziell eingeweiht. Benannt wurde sie ganz im Zeichen des damals von nationalistischen und irredentistischen Gedankengut geprägten Trentiner Alpenvereins nach Silvio Dorigoni, der im Zweiten Italienischen Unabhängigkeitskrieg auf Seiten Garibaldis gekämpft hatte, später Bürgermeister der Stadt Trient und von 1896 bis 1898 auch Präsident des SAT war.
Die Hütte bestand damals aus einem einfachen würfelförmigen Bau. 1985 wurde neben dem alten Gebäude ein Neubau errichtet. Die Arbeiten, bei denen auch die alte Hütte saniert wurde, zogen sich bis 1987 hin. Im September 1987 konnte das neue Rifugio Dorigoni anlässlich des erneut in Rabbi tagenden 93. SAT-Kongresses eingeweiht werden.

## Zugänge
- Von Coler, 1439 m ⊙ über Malga Stablasolo auf Weg 106 in 3 Stunden 40 Minuten
- Von Malga Stablasolo, 1539 m ⊙ auf Weg 106 in 3 Stunden

## Nachbarhütten und Übergänge
- Zur Marteller Hütte, 2585 m ⊙ oder der Zufallhütte, 2265 m ⊙ über das Sallentjoch auf Weg 101 und 12 in 3 bzw. 4 Stunden
- Zur Larcherhütte, 2608 m ⊙ über die Bocca di Saent und den Moosferner auf Weg 104 in 5 ½ Stunden
- Zur Höchster Hütte, 2560 m ⊙ auf Weg 107 und 12 in 4 Stunden
- Zur Haselgruberhütte, 2425 m ⊙ auf Weg 107 und 145 in 4 Stunden